# Формиляна
Формиля̀на (на италиански: Formigliana; на пиемонтски: Formijan-a, Формиян-а) е село и община в Северна Италия, провинция Верчели, регион Пиемонт. Разположено е на 156 m надморска височина. Населението на общината е 569 души (към 2010 г.).